# Kshama
Kshama (devanagari: क्षमा, kṣamā) es el término sánscrito en el hinduismo para la paciencia, indulgencia, el perdón; en el sentido de extrema paciencia hasta poder perdonar y olvidar.
El concepto de Kshama forma uno de los Diez Yamas Tradicionales, o restricciones, que están codificados en numerosas escrituras, incluyendo los Shandilya, Darshana y Varaha Upanishads y el Hatha Yoga Pradipika de Gorakshanatha.
A veces se usa como un nombre femenino.